# جابر العامری
جابر العامری (عربی: جابر العامري؛ زادهٔ ۱۸ فوریهٔ ۱۹۸۶) یک ورزشکار اهل عربستان سعودی است.
از باشگاه‌هایی که در آن بازی کرده‌است می‌توان به باشگاه فوتبال الشعله عربستان سعودی، باشگاه فوتبال الاتحاد، باشگاه فوتبال الفیصلی عربستان سعودی، و باشگاه فوتبال نجران عربستان سعودی اشاره کرد.